# Mydaea marginalis
Mydaea marginalis este o specie de muște din genul Mydaea, familia Muscidae. A fost descrisă pentru prima dată de Stein în anul 1904.
Este endemică în Bolivia. Conform Catalogue of Life specia Mydaea marginalis nu are subspecii cunoscute.